# Manuel Basté
Manuel Basté Durán (Barcellona, 4 giugno 1899 – Barcellona, 4 dicembre 1977) è stato un pallanuotista spagnolo.
Ha fatto parte della Spagna che ha partecipato al torneo di pallanuoto ai Giochi di Parigi 1924.